# Ахмед II
Ахме́д II (Агмед II, Агмет II; осман. آحمد ثانى, трансліт. Âhmed-i sânî, тур. İkinci Ahmet; 25 лютого 1643—6 лютого 1695) — двадцять перший султан Османської імперії (1691–1695), син Ібрагіма I, брат Сулеймана II і Мехмеда IV.

## Життєпис
Ахмед II народився 25 лютого 1643 року у Константинополі. Мати дала синові освіту, він знав арабську і перську мови. Враховуючи те, що брати Ахмеда Мехмед та Сулейман були за нього старшими, шансів отримати владу він майже не мав. Більше 40 років провів в ізоляції у палаці Топкапі в Стамбулі (так званій «Клітці»). Але після повалення першого і смерті другого брата Ахмед II зійшов на престол.
В час правління нового султана невдало для держави продовжувалася війна зі священною лігою. Невдовзі після коронації Ахмеда, 19 серпня 1691 османська армія була розгромлена в битві при Сланкамені імперськими військами під командуванням Людвіга Баденського, а турків було вигнано із Угорщини. У цій битві загинув великий візир Фазіл Мустафа Кепрюлю. За цією поразкою було ще декілька невдач. Ахмед II розхворівся з горя і 1695 року помер від водянки.
Сучасники характеризували султана як меланхолійного тихого дивака, який любив музику і поезію. Також він був дуже релігійним, але слабкість характеру та важке зовнішньополітичне становище Османської імперії не дали зробити Ахмеду чогось визначного.

## Сім'я
Наложниці
- Рабія-султан
- Шаєсте-султан

Сини
- Шехзаде Селім
- Шехзаде Ібрагім

Доньки
- Атіке-султан
- Асіє-султан
- Хатідже-султан